# Chippewa Steel
Chippewa Steel är ett amerikanskt juniorishockeylag som spelar i North American Hockey League (NAHL) sedan 2018. De har dock sitt ursprung ur North Iowa Outlaws som var baserat i Mason City i Iowa och spelade i ligan mellan 2005 och 2010. De fick ny ägare och flyttades till Onalaska i Wisconsin, för att vara Coulee Region Chill, 2014 fick Chill en ny hemadress när de omlokaliserades till grannstaden La Crosse. Laget spelar sina hemmamatcher i inomhusarenan Chippewa Area Ice Arena i Chippewa Falls i Wisconsin. Steel har fortfarande inte vunnit någon Robertson Cup, som delas ut till det lag som vinner NAHL:s slutspel.
De har ännu inte fostrat någon nämnvärd spelare.